# Bitstamp
Bitstamp est une plateforme d'échange de cryptomonnaies basée au Luxembourg. Elle permet la négociation entre les monnaies fiduciaires (euro, dollar américain) et certaines crypto-monnaies, telles que le Bitcoin, le Cardano, le Litecoin, l'Ethereum, le Ripple ou le Bitcoin Cash, ainsi que certaines opérations comme le dépôt et le retrait sous plusieurs devises.
La société a été fondée pour établir une alternative européenne à la plateforme d'échange dominante de l'époque, Mt. Gox. Bien que la société négocie en dollars américains, il est possible, grâce à l'Espace unique de paiement en euros de l'Union européenne, de transférer de l'argent entre les comptes américains et européens.
Bitstamp propose une API permettant aux clients d'utiliser des logiciels personnalisés pour l'accès et le contrôle de leurs comptes.

## Histoire
L'entreprise est dirigée par Nejc Kodrič, connu d'un large public dans la communauté bitcoin, qui a co-fondé la société en août 2011 avec Damijan Merlak en Slovénie. Plus tard, la société fut déplacée au Royaume-Uni en avril 2013, puis à Luxembourg en 2016. Bitstamp a externalisé certaines opérations au Royaume-Uni en raison du manque de ressources financières et de services juridiques en Slovénie.
Lors de son implantation au Royaume-Uni, la société a demandé conseil à la Financial Conduct Authority sur la question des régulations en vigueur sur ces marchés. Comme le bitcoin n'a pas été classé comme une monnaie, la plateforme d'échange n'était donc pas soumise à la réglementation. Bitstamp a donc décidé de s'auto-réguler, en mettant en place un ensemble de bonnes pratiques, notamment relatives à la sécurité des clients (comme la double authentification), ou à la dissuasion du blanchiment d'argent. En septembre 2013, la société a commencé à exiger que les titulaires de comptes soient soumis à la vérification d'identité, en demandant une photocopie du passeport et des justificatifs de domiciles. En avril 2016, le gouvernement Luxembourgeois a accordé une licence à Bitstamp, permettant à la société d'être entièrement réglementée à travers l'UE en tant qu'établissement de paiement, lui accordant le droit de faire des affaires dans l'ensemble des 28 États membres de l'UE.
En décembre 2016, Bitstamp a initié une campagne de financement public sur la plateforme d'investissement BnkToTheFuture. En juillet 2017, Swissquote établit un partenariat avec Bitstamp pour lancer sa plateforme d'échange.

## Interruptions de service
En février 2014, la société a suspendu les retraits pour plusieurs jours, faisant face à une attaque de type déni-de-service,,. Bitcoin Magazine a rapporté que les pirates derrière l'attaque avaient envoyé une demande de rançon de 75 bitcoins à Kodrič, qui a refusé en raison de la politique de l'entreprise allant à l'encontre du principe de négocier avec des “terroristes”. Plusieurs jours après la remise en service de la plateforme, Bitstamp a temporairement suspendu les retraits de certains utilisateurs, à cause d'une mesure de sécurité prise en raison de l'augmentation des tentatives d'hameçonnage.
En janvier 2015, Bitstamp a suspendu son service après un piratage au cours duquel moins de 19 000 bitcoins ont été volés. La plateforme a rouvert près d'une semaine plus tard.